# Neomochtherus catharius
Neomochtherus catharius är en tvåvingeart som beskrevs av Tsacas 1968. Neomochtherus catharius ingår i släktet Neomochtherus och familjen rovflugor.
Artens utbredningsområde är Grekland. Inga underarter finns listade i Catalogue of Life.